# Villa La Reina
Villa La Reina es una población de alrededor de 1620 casas ubicada en 70 hectáreas de la comuna de La Reina, en el oriente de la ciudad de Santiago de Chile. El arquitecto y responsable de su puesta en marcha a fines de la década de 1960 fue Fernando Castillo Velasco y es reconocida como un hito debido a que fue construida por sus propios pobladores.
La construcción de Villa La Reina surgió como una vía para que la gente en indigencia pudiese continuar viviendo en la comuna y no fueran erradicados a lugares distantes donde perderían las redes sociales y de trabajo que habían creado durante los últimos años.

## Historia

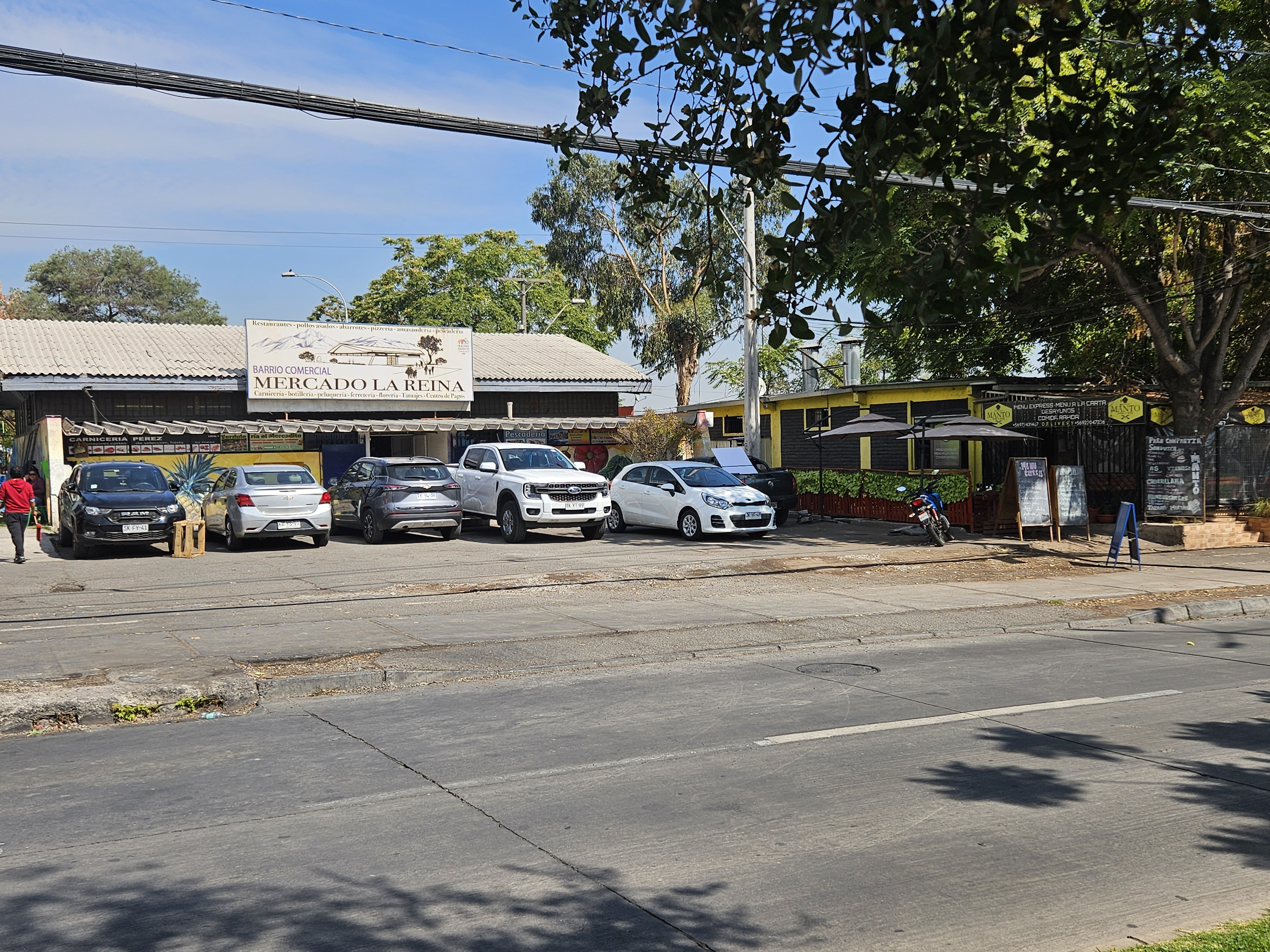
Comercio

El proceso de construcción de Villa La Reina, ubicada en la comuna de La Reina, debe ser comprendida en el contexto político y social que vivía Chile en la década de 1960, y la figura de su creador, el arquitecto y entonces alcalde (1964) Fernando Castillo Velasco. El liderazgo de Castillo Velasco se construye al alero de los movimientos de pobladores y estudiantes cuyas demandas democratizadoras marcaron los gobiernos de Alessandri, Frei Montalva y Allende: derecho a viviendas dignas, salud, educación y participación.

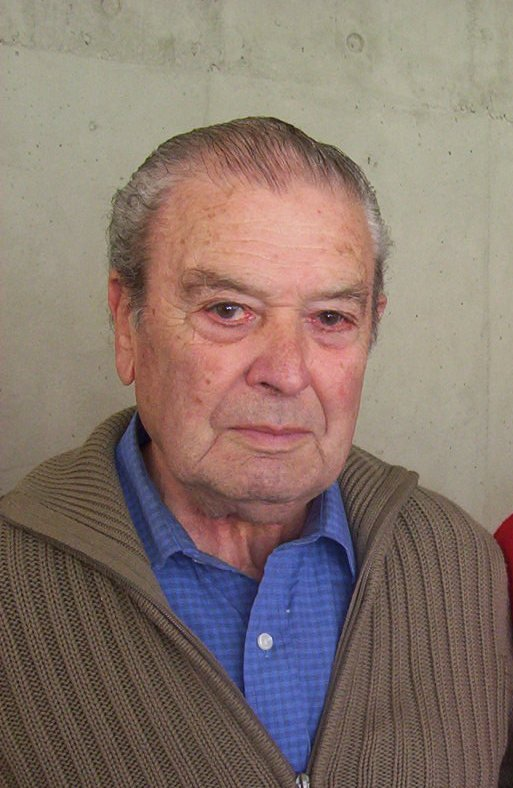
El arquitecto Fernando Castillo Velasco es el artífice de la autoconstrucción de Villa La Reina.

El propio arquitecto explicó que "en un terreno de 70 hectáreas cedido por ley construimos con los vecinos y gracias a sus propias manos, inteligencia y tesón, 1600 viviendas, demostrando que era posible que los pobres salieran de la periferia".
"El Proyecto mismo...(demuestra) la grandeza de ese pueblo, capaz de emprender la odisea de construir con sus propias manos e inteligencia, sin más recursos que la voluntad, entereza y confianza propias 1620 casas en cuya construcción demoraron tres años y en la que trabajaron todos los miembros de cada una de las 2 mil familias comprometidas, todos los sábados y domingos sin descansar ni desfallecer. (...) hay que destacar que los recursos para comprar los insumos se obtenían de la venta de una parte de otros insumos que ellos mismos producían, tales como ladrillos, planchas de yeso, puertas y ventanas, y de una cuota de apenas un dólar mensual que aportaban, en forma voluntaria, quienes podían hacerlo", escribe Fernando Castillo en sus memorias.
La construcción de Villa La Reina recoge los postulados centrales y más radicales de la época: la integración social a la metrópoli y a las fuentes laborales; la participación, la organización y la autoconstrucción. Villa La Reina se inspira también de la constatación de una sociedad chilena y santiaguina que tiende a segregar y marginalizar.
Villa La Reina no estaría constituida solo por casas, sino que contaría además, entre otros equipamientos, con un colegio, construido el primer año y zonas comerciales. Estos espacios comunitarios se ubicaron contiguos a avenida Larraín (actual avenida Fernando Castillo Velasco), principal calle de la comuna, como puertas de acceso a la villa, con el objetivo de tener una mejor relación entre el barrio y el contexto metropolitano inmediato de la metrópoli.
Varios arquitectos han resaltado este proyecto como uno de los mayores programas de autoconstrucción asistida de la década de 1960, no solo en Chile sino en todos los países en desarrollo.
El proyecto de Villa La Reina tuvo reticencias entre los vecinos más acomodados de La Reina. La instalación una población en la avenida central de la comuna no solo “afeaba” el entorno, también bajaba la plusvalía Evitar la erradicación de los más pobres y marginales a la periferia de la metrópoli constituía un principio básico de política social y diseño metropolitano del gobierno de Eduardo Frei Montalva. En este proceso de integración, Castillo Velasco concibe un barrio industrial con el objetivo de incrementar los ingresos municipales y ser una fuente laboral importante para la nueva comunidad que se levantaba.

## Autoconstrucción

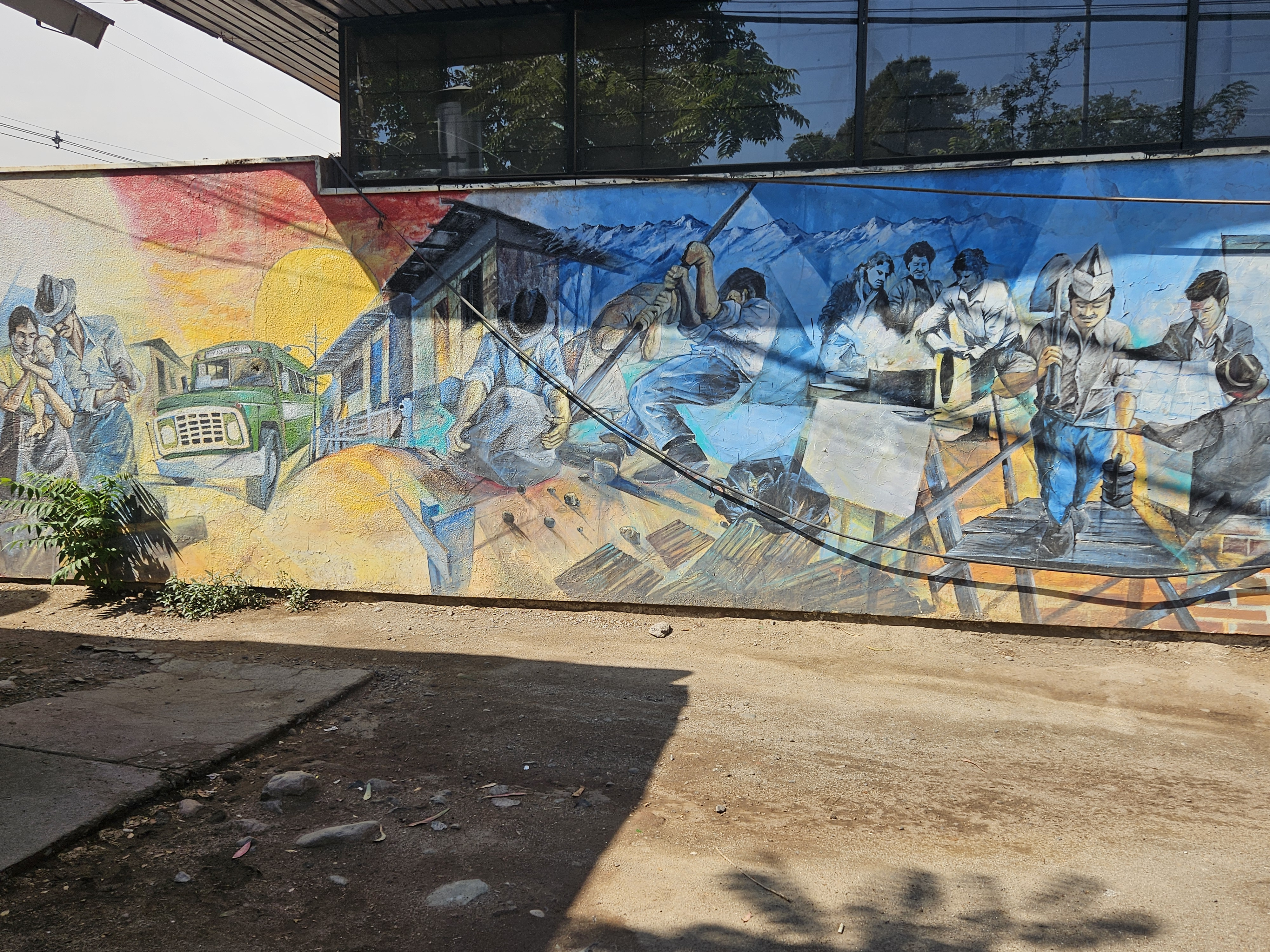
Mural

La autoconstrucción fue el valor central de este proyecto. Fueron los mismos pobladores que se organizaban para trabajar, principalmente los fines de semana, en la confección de ladrillos, paneles y cimientos de las viviendas. Esta no solo permitió abaratar los costos de mano de obra, y crear un sentido de pertenencia y compromiso con el proyecto, por sobre todo, asentó la confianza en las propias capacidades.
Se establecieron los requisitos básicos para optar a la vivienda definitiva, ellas eran tener una libreta de ahorro y una cuota mensual destinada a la compra de materiales de construcción a través de un préstamo, solicitado a la Corporación Habitacional (Corhabit). El plan contemplaba la construcción de 1592 viviendas.

"Los vecinos de entonces, no fueron a reclamar al Municipio, sino que se organizaron, se asignaron cuotas mensuales en trabajo y dinero. Y utilizando el aporte de la Empresa de Trabajadores de La Reina, fuimos cavando el suelo y colocando tubos de cemento, fabricados por los propios trabajadores de la Cooperativa de Trabajadores de La Reina (COTREI). Creamos la Corporación de Alcantarillado de La Reina que, en poco más de dos años, construyó más de diez kilómetros de alcantarillado en la zona baja de la comuna, cuyos pozos sépticos se encontraban absolutamente colmatados; el Estado no construía más de 180 metros promedio al año en el área comunal." Fernando Castillo Velasco

Una de los primeras medidas que toma Castillo Velasco al ser designado alcalde de la nueva comuna de La Reina fue reunirse con los 16 comités de pobladores sin casa, a quien convenció de la necesidad de convertirse en una federación y que, luego, sus pobladores comenzaran a ahorrar 50 pesos para poder comprar el fundo dónde estaría emplazada Villa La Reina. Otra de las acciones fue convocar a una asamblea comunal a la que asiste el Intendente de Santiago Sergio Saavedra y a los dos diputados de la zona Orlando Millas del Partido Comunista, y Sergio Fernández de la Democracia Cristiana en que plantea la necesidad de aprobar una Ley que permitiera a la Municipalidad adquirir el fundo, lo que se concretaría en los próximos meses. La ley fue se promulgó en noviembre de 1965 y cedió los terrenos a la municipalidad de La Reina dando la facultad de transferirla terrenos urbanizados a los pobladores.
La Federación obtuvo el apoyo de técnico de la Facultad de Arquitectura de la Universidad Católica de Chile en el diseño de lo que sería la población. De ello derivó que el proyecto debería ser construido siguiendo las siguientes etapas:
- Se subdividió en 16 sectores diferentes de manera de robustecer la unidad de las organizaciones de los Comités de los Sin Casa, con el desarrollo de la construcción.
- Se organizó un equipo técnico de Jefes de Obra con plenas atribuciones operacionales, constituido por 16 trabajadores experimentados en la construcción, los que fueron elegidos por los propios pobladores.
- La autoconstrucción en los sectores sería responsabilidad de los miembros del Comité.

El proceso de autoconstrucción partió el 23 de mayo de 1965, se realizó tal como se había programado y duró cuatro años. En la faena en que se trabajaba todos los sábados y domingos, familias completas. La compra de materiales así como la distribución a los distintos comités era también autogestionada.
La Federación optó por el sistema de no asignar las casas a las familias hasta que la construcción estuviese terminada. A la vez, se definió una jornada de trabajo solo los días sábado y domingo en la mañana, con plena libertad de determinar por parte de la familia a uno de sus integrantes, requisito ser mayor a 16 años sin responsabilidad educativa.
Para asignar las casas se estableció un sistema general de puntaje que privilegiaba por iguales las horas-hombres trabajadas y el ahorro sistemático mensual. 
A finales del período presidencial de Frei Montalva, los títulos legales fueron entregados. Si bien muchas casas aún no tenían todas las terminaciones el proceso de autoconstrucción terminó definitivamente con el Golpe Militar de 1973.

"Tomé conciencia de que es posible integrar a todos los estratos culturales de la sociedad y ponerlos en acción para enriquecer la calidad de vida de todos. Aprendí también a valorar a fondo la importancia del trabajo colectivo, a formar grandes equipos. En ese entonces organizamos a toda la comunidad de La Reina para interesarla y hacerla participar en un proyecto común. Para mí, la experiencia de la autoconstrucción de más de 1600 viviendas hechas con sus propias manos por más de 1600 familias, la más desvalidas de la comuna, es la confirmación más rotunda de la increíble capacidad de nuestro pueblo para emprender tareas casi imposibles si se siente convocado a realizarlas" Fernando Castillo Velasco

El compromiso en el trabajo de los pobladores era destacable. Lograr la vivienda digna con el esfuerzo de cada uno fue impagable. 

"Un día aparecieron los de la empresa de agua potable porque necesitábamos agua, y teníamos que llevar una matriz de 700 metros para poder tener agua en el lugar. Y nos dijeron "perfecto, ponemos el agua, pero hay que cavar 700 metros, así que calculamos que en 3 meses está lista". Yo le digo a Fernando Castillo Velasco "3 meses ¿es mucho? " Sí, me respondió y luego de conversar con los trabajadores le dice al hombre del agua potable: ¡Venga el lunes a las 9 de la mañana!, y vuelve a los dos días y está hecha la excavación", Eduardo San Martín, jefe de obras de la Municipalidad de La Reina y amigo de Fernando Castillo Velasco. 

El proceso de autoconstrucción no terminaba aún, pero con la llegada del gobierno de la Unidad Popular perdió fuerza el apoyo estatal y las dinámicas sociales entre los pobladores tendieron a romperse y a politizarse.

## Tras el golpe militar
A partir del golpe de Estado de 1973, Villa La Reina perdió algunos de sus terrenos. Esos terrenos fueron loteados y vendidos, y con ello se perdió el proyecto de una gran avenida y parque para el conjunto de la comuna y la metrópoli. Además años más tarde, se anexan seis poblaciones, que fueron construidas en terrenos ocupados por los militares.

## Nuevos aires
De vuelta la democracia y nuevamente en la alcaldía, Castillo Velasco retoma la idea original de una comunidad de vecinos. Convence a los pobladores y derrumba los cercos que habían aparecido e integra los patios dando espacios para compartir. En 1992 se crea el Consejo de Vivienda La Reina para resolver el problema de los hijos allegados en las casas de sus padres y evitar así la salida a otras comunas “donde por ser el precio del suelo más barato se construyen las grandes poblaciones para la gente de menos recursos".

El 18 de julio de 2013 muere Fernando Castillo Velasco varios lienzos se desplegaron Villa La Reina agradeciendo a su alcalde. El día de su funeral, el sepelio pasó por las calles de la población, produciéndose pequeños homenajes a su paso.

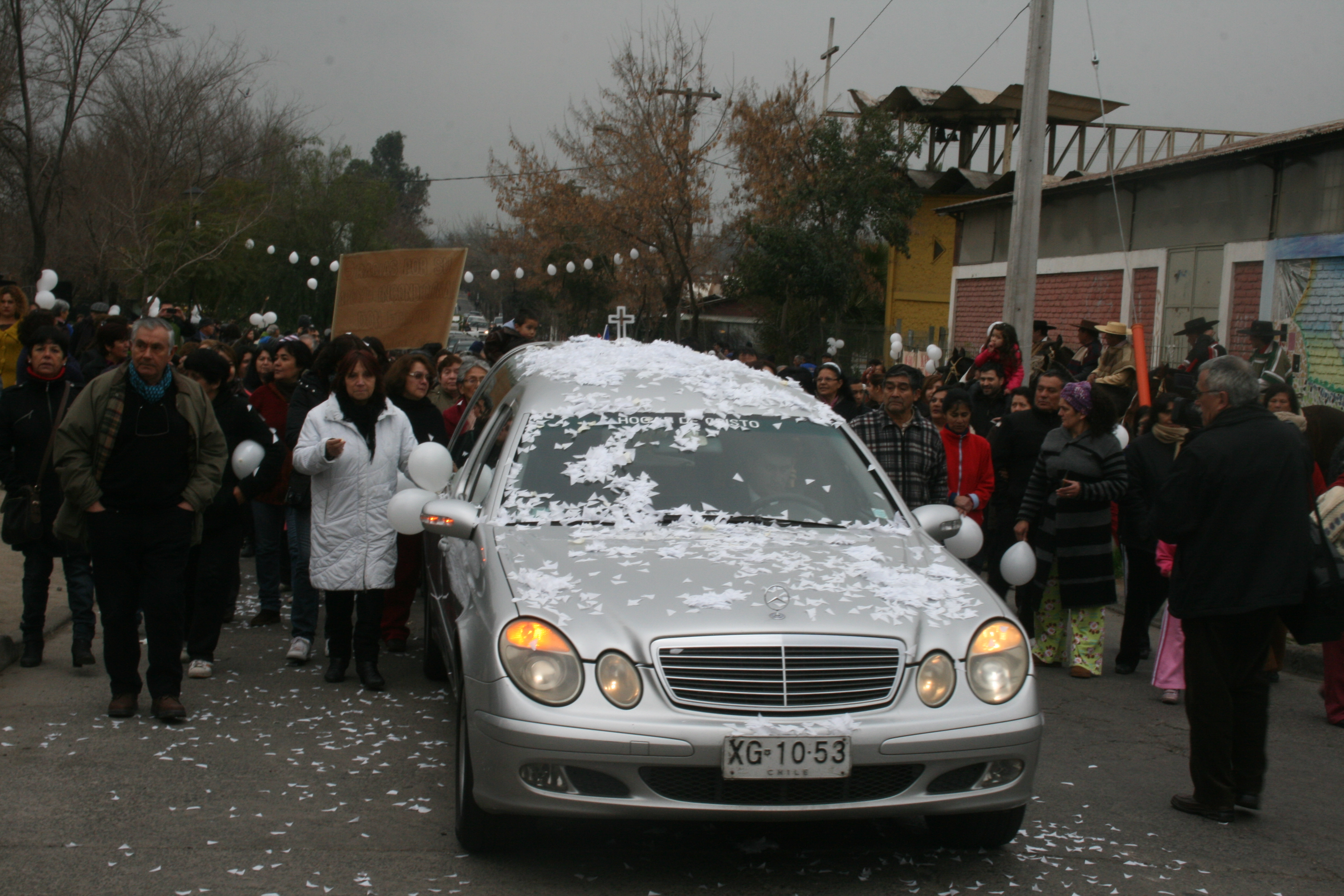
Los pobladores de Villa La Reina salieron a despedir a su alcalde Fernando Castillo Velasco

## Nota
1. ↑  Los terrenos de la comuna de la Reina corresponden al loteo del Fundo La Reina realizado en 1940; el año 1963 estos terrenos son separados de la Comuna de Ñuñoa y se crea territorial y administrativamente La Reina. Villa La Reina colinda por el norte con Av.Larraín, por el sur con Talinay, por el oeste con Diputada Laura Rodríguez y por el este con Canal Las Perdices.
2. ↑  Los únicos terrenos disponibles que estaban en el fundo la Reina eran propiedad del Seguro Obrero.
3. ↑  Presidido por el alcalde, la vicepresidencia de la concejala Sara Campos e integrado por organizaciones de allegados, por la Unidad de Vivienda del Municipio, y por Urbanizadora Corporación de Mejoramiento Urbano Municipalidad (URCOREI)de La Reina, creada en 1967, en la primera gestión de Fernando Castillo como alcalde.